# John Pezza
John Henry Edward Pezza (Milán, 6 de octubre de 1952) es un deportista italiano que compitió en esgrima, especialista en la modalidad de espada. Ganó una medalla de bronce en el Campeonato Mundial de Esgrima de 1973 en la prueba individual.

## Palmarés internacional
| Campeonato Mundial | Campeonato Mundial  | Campeonato Mundial | Campeonato Mundial |
| Año                | Lugar               | Medalla            | Prueba             |
| ------------------ | ------------------- | ------------------ | ------------------ |
| 1973               | Gotemburgo (Suecia) | Medalla de bronce  | Espada individual  |